# Ella Fitzgerald Sings the Cole Porter Songbook
Ella Fitzgerald Sings the Cole Porter Songbook es el sexto álbum de 1956 por Ella Fitzgerald.

## Canciones
Lado Uno:
1. "All Through the Night" – 3:15
2. "Anything Goes" – 3:21
3. "Miss Otis Regrets" – 3:00
4. "Too Darn Hot" – 3:47
5. "In the Still of the Night" – 2:38
6. "I Get a Kick Out of You" – 4:00
7. "Do I Love You?" – 3:50
8. "Always True to You in My Fashion" – 2:48

Lado Dos:
1. "Let's Do It, Let's Fall in Love" – 3:32
2. "Just One of Those Things" – 3:30
3. "Ev'ry Time We Say Goodbye" – 3:32
4. "All of You" – 1:43
5. "Begin the Beguine" – 3:37
6. "Get Out of Town" – 3:22
7. "I Am in Love" – 4:06
8. "From This Moment On" – 3:17

Lado Tres:
1. "I Love Paris" – 4:57
2. "You Do Something To Me" – 2:21
3. "Ridin' High" – 3:20
4. "You'd Be So Easy to Love" – 3:24
5. "It's All Right With Me" – 3:07
6. "Why Can't You Behave?" – 5:04
7. "What Is This Thing Called Love?" – 2:02
8. "You're the Top" – 3:33

Lado Cuatro:
1. "Love for Sale" – 5:52
2. "It's De-Lovely" – 2:42
3. "Night and Day" – 3:04
4. "Ace in the Hole" – 1:58
5. "So in Love" – 3:50
6. "I've Got You Under My Skin" – 2:42
7. "I Concentrate on You" – 3:11
8. "Don't Fence Me In" – 3:19 (letra de Robert Fletcher)